# 22421 Jamesedgar
22421 Jamesedgar este o planetă minoră (asteroid) din centura de asteroizi. A fost descoperită pe 14 decembrie 1995 la Observatorul Național Kitt Peak de Spacewatch. 
Obiectul prezintă o orbită caracterizată de o semiaxă mare de 2,6596631 UAi, o excentricitate de 0,16, o înclinație de 3,55095 ° în raport cu ecliptica.